# Уикер, Роджер
Ро́джер Уи́кер (англ. Roger Wicker; род. 5 июля 1951) — американский политический и государственный деятель, сенатор США от штата Миссисипи, член Республиканской партии.

## Биография
Окончил Университет Миссисипи в 1973 году и получил степень в области права в 1975 году. Служил в Военно-воздушных силах США 1976—1980 и в резерве ВВС США 1980—2003.
В 1994 году был избран в Палату представителей США. В 2007 Сенатор Трент Лотт пошёл в отставку, и губернатор Миссисипи, Хейли Барбор, назначил Уикера в Сенат.
16 апреля 2013 года сенатору по почте пришло письмо, в котором находился белый порошок, предположительно рицин — сильнодействующий яд растительного происхождения. Как сообщает агентство Associated Press, лидер сенатского большинства Гарри Рид выступил с заявлением на эту тему.
Это не первый случай. До Роджера Уикера подобные письма приходили и другим сенаторам США. В феврале 2004 года конверт с рицином, направленный в офис сенатора от штата Теннесси Билла Фриста, привёл к временному закрытию трех зданий верхней палаты Конгресса США.
Конверты с белым порошком, содержащие, предположительно, рицин или иной яд, за последние несколько лет неоднократно получали политики, гос-чиновники, редакции СМИ и штаб-квартиры компаний как в США, так и в других странах мира. Пик сообщений об опасной корреспонденции пришёлся на 2008 год. После проведенных проверок, как правило, выяснялось, что содержимое конвертов не представляет опасности.